# Баку (Јаши)
Баку (рум. Bâcu) насеље је у Румунији у округу Јаши у општини Ипателе. Oпштина се налази на надморској висини од 199 m.

## Становништво
Према подацима из 2002. године у насељу је живело 672 становника, од којих су сви румунске националности.